# كونتية جرندة
كونتية جرندة هي دولة كونتية حكمت منطقة جرندة خلال القرنين الثامن والتاسع الميلاديَّين، وقد كانت أولى الكونتيات الكتالانية وجزءاً من الثغر الإسباني. خضعت الكونتية لفترةٍ طويلة من تاريخها إلى سلطة كونتات برشلونة، وفي النهاية انضوت تحتهم تماماً واختفى وجودها المستقلّ.

## قائمة الكونتات
فيما يلي قائمة الكونتات الذين حكموا كونتية جرندة مع سنوات حكمهم:
- روستاني: 785 - 801.
- أوديلون: 801 - 812.
- كونتات برشلونة:
- بيرا: 812 - 820.
- رامبو: 820 - 826.
- برنارد الأول: 826 - 832.
- برانجيه: 832 - 835.
- برنارد الأول (مرة أخرى): 836 - 844.
- سونيفرد: 844 - 848.
- مستقل:
- ويلفريد الأول: 848 - 852.
- كونتات برشلونة:
- أودارلك: 852 - 858.
- هوميفرد: 858 - 864.
- مستقل:
- أوتغر: 861 - 870.
- كونتات برشلونة:
- برنارد الثاني: 870 - 878.
- ويلفريد الثاني: 878 - 897.